# Robert M. Pirsig
Robert M. Pirsig (Minneapolis, Minnesota, 6 de setembro de 1928 – Maine, 24 de abril de 2017) foi um escritor e filósofo americano, conhecido como o autor dos livros Zen e a Arte da Manutenção de Motocicletas (1974) e Lila: um inquérito sobre a moral (1991).

## Biografia
Por ser uma criança superdotada, com um QI estimado em 170, aos  9 anos, Pirsig foi adiantado em vários graus na escola.
Em 1943, Pirsig entrou na Universidade de Minnesota para estudar bioquímica. No livro, Zen e a Arte da Manutenção de Motocicletas, ele  descreveu a si mesmo como um aluno típico. Ele era um idealista, interessado na ciência como essencial, e não pelo conceito, para formar uma carreira.
Durante o trabalho no laboratório bioquímico, Pirsig ficava muito incomodado pelo fato de haver sempre mais de uma hipótese viável para explicar um determinado fenómeno, e que o número de tais hipóteses parecia quase ilimitada. Ele não poderia pensar em alguma forma de reverter esse quadro, e que lhe parecia que todo o esforço científico tivesse sido paralisado em certo sentido. Esta questão levou-o a reprovação em algumas matérias mais simplórias.
Após servir com os militares americanos na Coreia do Sul, ele retornou para Minnesota e completou o curso de filosofia em 1950. Ele então foi para Banaras Hindu University, na Índia, para aprender sobre a filosofia oriental. Ele também fez filosofia na Universidade de Chicago, mas não obteve uma licenciatura. Suas difíceis experiências como um estudante de um curso ministrado por Richard McKeon são descritas, subliminarmente no livro Zen e a Arte da Manutenção de Motocicletas. Até sua publicação, Pirsig apoiou-se como freelance para o ensino de calouros em inglês e retórica. Em 1960, foi internado em instituições psiquiátricas, onde recebeu vários tratamentos, como os a choque.

## Vida pessoal
Pirsig foi casado com Nancy Ann James, em 1954. Eles tiveram dois filhos, Chris, (1956-) e Theodore (1958-). Pirsig e James se divorciaram em 1978. Nesse mesmo ano ele se casou com Wendy Kimball.
Pirsig evita a vida pública. Ele viaja em torno do Atlântico de barco, e residiu na Noruega, Suécia, Bélgica, Inglaterra, e em diversos lugares ao redor dos Estados Unidos.
Morreu em 24 de abril de 2017, aos 88 anos.